# Roberto Maraury
Roberto Maraury Barredo (Vitòria, 1888 - Màlaga, 1958) va ser un advocat, metge, africanista i esperantista basc.
Va estudiar a les universitats de Santiago, Saragossa i Valladolid i a l'Escola Superior de Comerç de La Corunya. Va obtenir els títols de doctor en Dret (1929), llicenciat en Medicina i Farmàcia i intendent mercantil. Va pertànyer al Cos de duanes, sent director de duanes del Marroc. Destacat poliglota, va ser un actiu defensor i difusor de l'esperanto. Va crear grups esperantistes a diverses ciutats on va viure, com Osca o Màlaga. Va ser col·laborador de l'Enciclopèdia Espasa, per a la qual va traduir cada vocable a la llengua internacional. També va ser rotari i maçó, membre de la lògia Tetuan 64 al Marroc, on feia servir el nom Luis Zamenhof. Membre de l'Acadèmia de Jurisprudència i Legislació i de l'Acadèmia Hispanoamericana de Ciències i Arts, va ser autor de diversos treballs científics de les seves especialitats.

## Obres
- Impotencia, esterilidad e inconsumación ante el derecho español, Tesis Doctoral, Prólogo de Jaime Torrubiano, Madrid, J. Morata, 1930.[8]